# Neues Volk

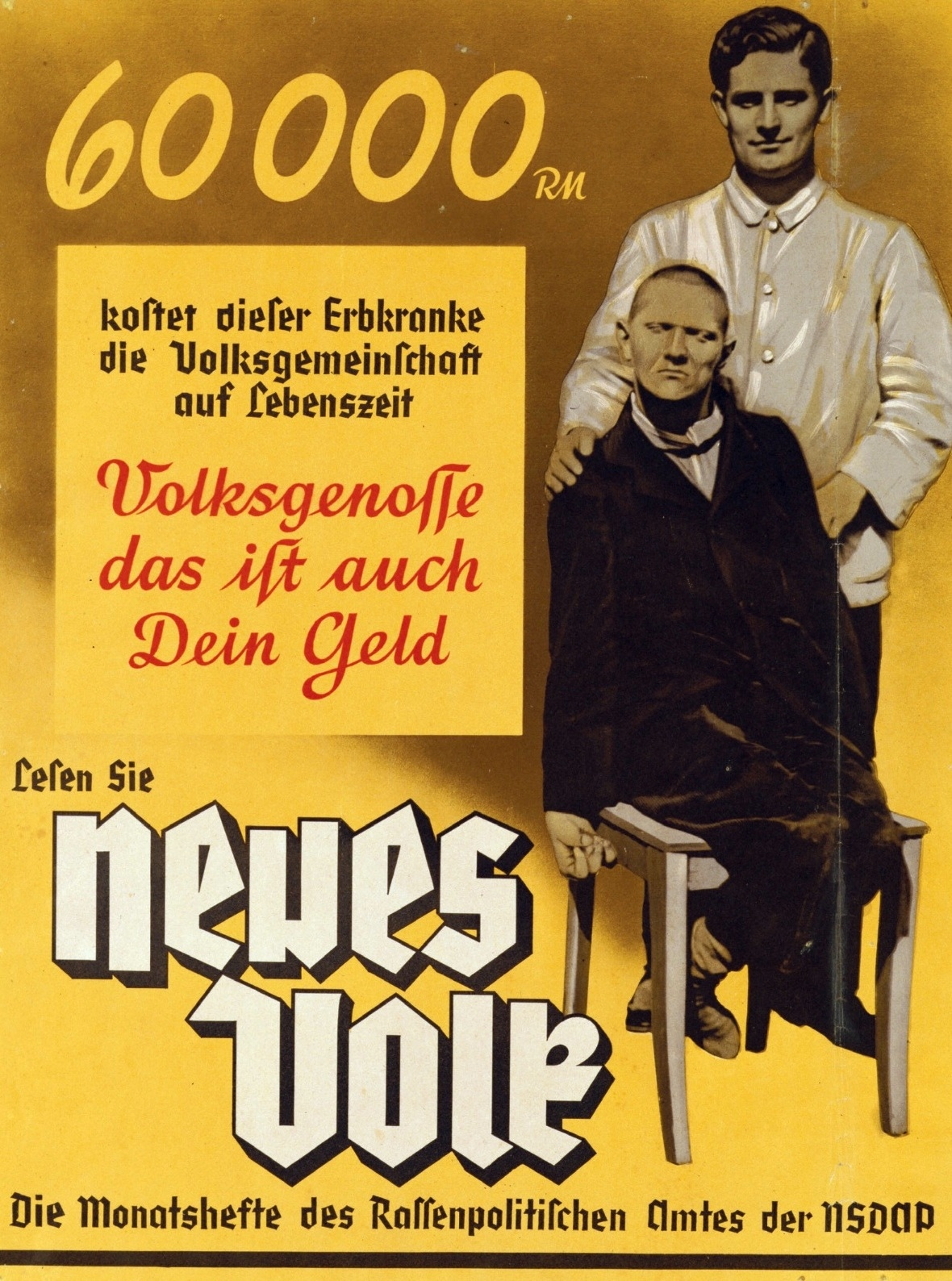
Poster eugenésico del Neues Volk, c. 1937

Neues Volk (pronunciación en alemán: /ˈnɔʏ.əs ˈfɔlk/; Nuevo Pueblo) fue la publicación mensual de la Oficina de Políticas Raciales en la Alemania nazi. Fundada por Walter Gross en 1933. Era una revista ilustrada de gran tirada. Apuntaba a un público amplio, alcanzando una circulación de 300.000 ejemplares. Se podía ver en las salas de espera de médicos, en bibliotecas, escuelas y en los hogares.

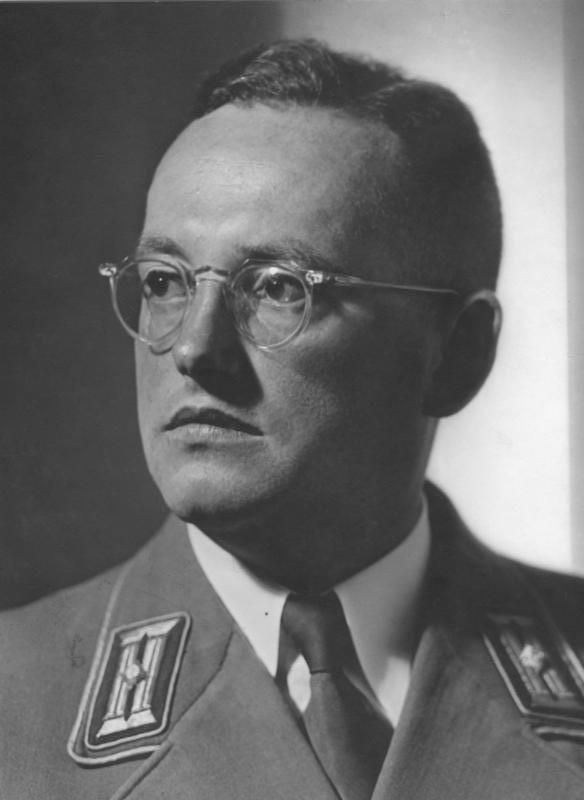
Walter Gross en 1933.

## Temas
Su tema principal era la "excelencia" de la raza aria y las "deficiencias" de judíos, negros y otros grupos. Los artículos iban desde perfiles de Mussolini, informes sobre campamentos de la Juventud Hitleriana y consejos de viaje, pero la propaganda eugenésica y racial continuó durante todo el proceso. Los primeros seis temas presentaban únicamente orgullo étnico, antes de mencionar cualquier tema sobre "indeseables". En el próximo número, un artículo presentaba los tipos del "judío criminal" rodeado de imágenes del ideal ario, que generalmente predominaba. Tales artículos continuaron, mostrando cosas como gráficos demográficos que mostraban el declive de las tierras de cultivo (con numerosas familias arias) y lamentando que los judíos estaban erradicando el campesinado alemán tradicional. 
Incluía artículos que defendían la esterilización eugenésica. Fotografías de niños con discapacidad mental fueron yuxtapuestas con las de niños sanos. También presentaba imágenes de familias ideales arias y parejas sin hijos ridiculizadas. Después de la aprobación de las Leyes de Núremberg, instó a los alemanes a no mostrar simpatía por los judíos y publicó artículos que mostraban la prosperidad de la vida de los judíos. A mediados de la década de 1930, había duplicado sus páginas e incrementado en gran medida su discusión sobre los judíos. Otros artículos describían las condiciones bajo las cuales Hitler sería el padrino de un niño, discutieron la importancia de dar a los niños nombres germánicos, respondieron preguntas raciales de los lectores como: el matrimonio entre un hombre chino y una mujer alemana era imposible, a pesar de que la mujer estaba embaraza y se habían encargado de revocar el permiso de residencia del hombre; y una mujer alemana infértil no podía casarse con un medio judío, pero I la mujer holandesa, si no tenía sangre judía ni de color, era aceptable: alababa la agricultura alemana en contraste con la francesa, declaraba que el arte estaba determinado por las visiones raciales del mundo y muchos otros temas. Durante la guerra, publicó artículos sobre cómo los trabajadores extranjeros eran bienvenidos, pero las relaciones sexuales con alemanes estaban prohibidas.